# Samir Arab
Samir Arab (* 25. März 1994) ist ein maltesischer Fußballspieler, der seit 2020 für den Verein FC Balzan spielt.

## Karriere

### Verein
Seinen ersten Einsatz bekam Arab in dem Verein FC Valletta. Von 2012 bis 2014 war er Leihspieler bei Vittoriosa Stars. Bis 2018 wurde er bei FC Balzan ausgeliehen. 2020 unterzeichnete er einen Vertrag mit FC Balzan.

### Nationalmannschaft
Seit 2020 spielt Arab in der Maltesischen Fußballnationalmannschaft als Abwehrspieler. Er debütierte am 7. Oktober 2020 bei einem Freundschaftsspiel gegen Gibraltar. Bisher absolvierte er 1 Länderspiel.